# 숙의 최씨
숙의 최씨(淑儀 崔氏, 생몰년 미상)는 조선 태종의 후궁(간택후궁)이다. 가족에 대해서는 알려진 바가 없다. 태종이 죽고 나이가 들은 뒤 사가의 아들 희령군의 집에서 지내다가 죽었다고 한다.

## 가족관계
- 남편 : 조선 태종
  - 아들 : 희령군 타(熙寧君 袉)
  - 딸 : 요절(1400 ~ 1402)[1]